# Unkelstein

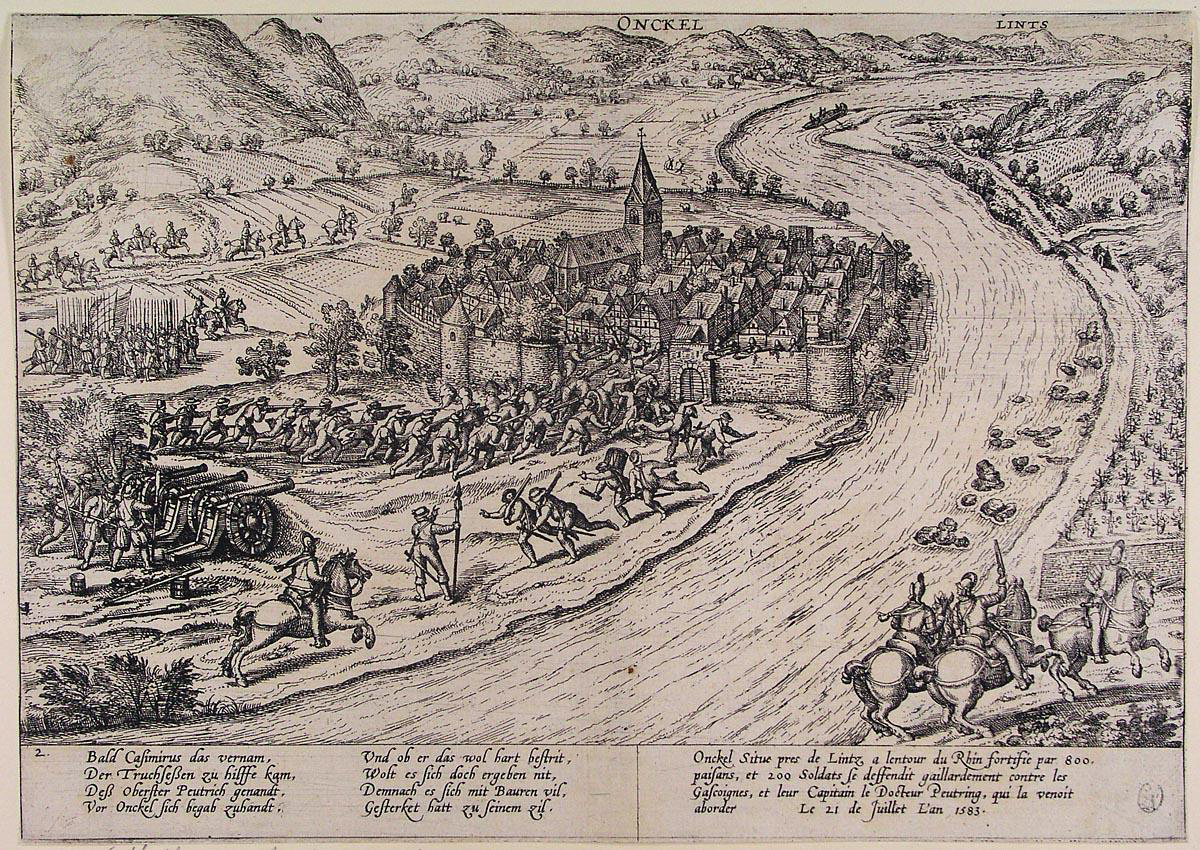
Unkelsteine im Rhein. Hogenberg: Angriff auf Unkel 1583.

Der Unkelstein ist ein Basaltriff bei Rheinkilometer 636,6 auf der Höhe von Unkel und Oberwinter. Die Untiefe war bis ins 19. Jahrhundert auch bei höherem Wasserstand deutlich sichtbar und ein lange Zeit gefürchtetes Hindernis für die Schifffahrt. Die auffallenden Gesteinsaufschlüsse waren im Rheinland Namensgeber für den Basalt, der hier Unkelstein genannt wurde.

## Geologie
Die Unkelsteine gehörten zu den markantesten Basaltaufschlüssen des an Basaltvorkommen reichen Westerwaldes und Neuwieder Beckens. Die aus Basaltsäulen bestehenden „kleinen und großen Unkelsteine“, die bis mitten in den Rhein reichen, gehören geologisch zu den Vorkommen, die in unmittelbarer Nähe am linken Rheinufer schon in der Römerzeit abgebaut wurden. Basalt aus diesem Vorkommen fand sehr weite Verbreitung beim Städte-, Burgen-, Kirchen- und Festungsbau, bei der Pflasterung von Straßen sowie bei der Dammbefestigung in Holland.

## Geschichte

Rheinkarte von 1855 mit dem Unkelstein gegenüber von Unkel

Die Unkelsteine gehörten bis ins 19. Jahrhundert zu den gefährlichen und bei den Schiffern gefürchteten Untiefen des Rheins. In den Geschichtsquellen gibt es mehrere Hinweise über Bemühungen, die Steine abzutragen und die Untiefe zu entschärfen. So ließ die französische Regierung während der Besetzung des Rheinlandes Klippen zerstören, um die Schifffahrt zu erleichtern. Die Oberwinterer wehrten sich gegen die Abbrucharbeiten, da der Unkelstein den Ort vor Eisgang abschirme.
Heute zeigt eine grüne Tonne am Rande des Fahrwassers die kritische Untiefe an, die noch immer unberechenbare Strömungen und Wirbel verursacht und die auch bei ruhig fließendem Rhein gelegentlich von schaumgekrönten Wellen markiert wird.

## Die Unkelsteine in der Wissenschaftsgeschichte
Die Unkelsteine bei Oberwinter stießen im 19. Jahrhundert auf großes Interesse der aufstrebenden Erdwissenschaften. Alexander von Humboldt unternahm als Student 1789 von Bonn aus eine Exkursion, um Beschreibungen zweier zeitgenössischer Naturforscher – Jean André de Luc und Cosimo Alessandro Collini – an Ort und Stelle zu überprüfen, die zu abweichenden Theorien bezüglich der Unkeler Basaltaufschlüsse gekommen waren. Es ging dabei um den Streit zwischen Neptunisten und Vulkanisten über die Entstehung der Erdkruste.
Humboldt selbst, der in seinen frühen Jahren zunächst dem Neptunismus zuneigte, kommt nach dieser Reise zum Schluss, dass Basalte nicht vulkanischen Ursprungs seien, sondern eine allmählich verfestigende Abtrocknung einer marinen Ablagerung bildeten.
Ein weiteres Mal besuchte Humboldt zusammen mit dem Naturforscher  Georg Forster den Ort, der sich, wie dieser in seinem Reisenotizen bemerkt, nicht vorstellen konnte, dass Basalt aus maritimen Ablagerungen entstanden sein könnte, jedoch seine Entstehung in den brennenden Schlünden, die wir Vulkane nennen, völlig widersprechend und unmöglich erscheint.